# Будилова, Елена Александровна
Еле́на Алекса́ндровна Буди́лова (фамилия при рождении — Ниренберг; 12 марта 1909 — 4 августа 1991) — советский философ, специалист в области истории отечественной психологии.
Первый историк психологии, исследовавший и систематизировавший вклад И. М. Сеченова в мировую психологию. Она также описала жизненный путь и научную деятельность выдающихся русских учёных И. П. Павлова, Н. Н. Ланге, Г. И. Челпанова, В. М. Бехтерева и многих других. Была отмечена как одна из ярких представителей историко-психологического направления в русской психологии второй половины XX века.
Кандидат философских наук (по психологии) 1950 год, доктор психологических наук (1973 год). Профессор-консультант Института психологии АН СССР. Член бюро Научного совета по теории и истории развития психологии при АПН СССР.

## Биография
Елена Будилова родилась 12 марта 1909 года в семье служащих. Родители были в разводе, поэтому она воспитывалась матерью.
С 1926 по 1930 год Елена Александровна обучалась на историко-философском факультете МГУ по специальности «этнограф». В 1929—1935 годах являлась литературным сотрудником журнала «Антирелигиозник».
В 1935—1937 годах — редактор отдела пропаганды и агитации Всесоюзного радиокомитета. Работала в «Сельхозгазете». С 1937 по 1941 год была редактором отдела пропаганды и агитации газеты «Безбожник». Во время Великой Отечественной войны вместе с сыном находилась в эвакуации на Урале.
В послевоенные годы в Институте философии АН СССР был создан отдел психологии, который возглавил выдающийся советский психолог Сергей Леонидович Рубинштейн. Перед сектором была поставлена задача развития общетеоретических и методологических проблем психологии. Ведущие учёные для работы в отрасли — психологи разных направлений — С. В. Кравков, Н. Н. Ладыгина-Котс, Н. А. Гарбузов, М. Г. Ярошевский, А. Г. Спиркин, Е. В. Шорохова.
В 1947 году сектор психологии Института философии АН СССР объявил приём в аспирантуру по психологии, и Е. А. Будилова стала аспиранткой С. Л. Рубинштейна. Поступление и учёба в аспирантуре стала следующей вехой научного становления Елены Александровны. Сергей Рубинштейн сыграл немалую роль в её становлении, под руководством которого она написала и успешно защитила кандидатскую диссертацию «Проблемы ощущения и мышления в трудах И. М. Сеченова» в 1950 году.
В 1950—1956 годах Е. А. Будилова являлась главным библиографом, сотрудником научно-методического отдела Государственной библиотеки СССР имени В. И. Ленина (ныне Российская государственная библиотека).
С 1956 года Будилова — сотрудник сектора философских проблем психологии Института философии АН СССР. В то время центральное в Институте философии (ныне ИП РАН) занимала разработка философских, методологических и теоретических проблем психологии, исследование которых включало их исторический анализ; Елена Александровна подключилась к изучению этих проблем. На первом этапе с 1957 по 1974 год её предметом исследования были философско-методологические проблемы психологии в их историко-теоретическом аспекте, история русской психологической науки дореволюционной и советской психологии, на втором этапе с 1975 по 1991 год — развитие социальной психологии в русской науке второй половины XIX — начала XX века.
С 1961 по 1962 год Елена Будилова принимала участие в подготовке Всесоюзного совещания по философским вопросам физиологии высшей нервной деятельности, состоявшегося в Москве в мае 1962 года, также занималась подготовкой и проведением симпозиумов по истории психологии на VI, VII съездах психологов.
В 1972 году защитила докторскую диссертацию на тему «Философские проблемы в советской психологии». В том же году стала старшим научным сотрудником Института психологии АН СССР, председателем конкурсной комиссии, член Учёного совета, учёный секретарь диссертационного совета ИП АН. В последние годы жизни — профессор-консультант.
Скончалась 4 августа 1991 года. Похоронена на Миусском кладбище Москвы рядом с сыном, академиком М. Л. Гаспаровым (участок 2).

## Научная деятельность
Вся жизнь Е. А. Будиловой и её творческий путь связаны с разработкой важнейших проблем истории психологии. О её научном вкладе можно судить по высказыванию её коллег в связи с её 80-летием:
Ваши книги стали настольными книгами для всех, кто вступает на путь научных исканий; они являются подлинной энциклопедией истории нашей науки, помогают понять глубокую преемственность традиции отечественной психологической науки, по достоинству оценить её оригинальность и самобытность.
Основные направления исследований: философские проблемы психологии в их историко-теоретическом аспекте, методологические проблемы историко-теоретического исследования, история русской психологической науки досоветского и советского периодов, проблемы социальной психологии в русской науке второй половины XIX — начала XX веков.
История развития психологических представлений рассматривалась в контексте социокультурного развития России на основе характерной для исследуемого периода духовной атмосферы и идейной борьбы. Е. А. Будилова исследовала роль философских проблем психологии в построении её теории, показала, что определение предмета психологии, описание особенностей психики, поиск путей и средств её изучения напрямую зависят от решения ключевых методологических вопросов, которые касаются природы, психического отношения между духом и материей, сознанием и бытием.
Рассматривала становление и развитие в русской психологии основных философско-методологических и теоретических проблем психологической науки: соотношение психики с окружающим миром, психических процессов с физиологическими, проблемы детерминации психики и её развития; активность сознания и его связь с деятельностью.
Занималась подготовкой и проведением симпозиумов по истории психологии на YI, YII съездах психологов; участвовала в организации и проведении юбилейной конференции, посвящённой 100-летию экспериментальной психологии в России (1979); подготовке к конференции, посвящённой 100-летию С. Л. Рубинштейна (1988, 1989); в составлении проспекта серии «Психологическое наследие».

## Основные публикации
Психологическое наследие Будиловой включает в себя около 100 научных работ, из них 4 крупные монографии: «Учение И. М. Сеченова об ощущении и мышлении» (1954), "Борьба материализма и идеализма в русской психологической науке (вторая половина XIX — начало XX века) (1960), «Философские проблемы в советской психологии» (1972), «Социально-психологические проблемы в русской науке» (1983), ряд глав в коллективных монографиях и более 60 обзорных статей по разным проблемам истории психологии.
- Е. А. Будилова. Труды по истории русской психологической мысли. Вторая половина XIX — начало XX века / Е. А. Будилова. — М.: Наука, 2008. — 389 с.
- Е. А. Будилова. Труды по истории психологии / Е. А. Будилова. — М.: Наука, 2009. — 503 с.
- Е. А. Будилова. Марксизм-ленинизм о религии и путях её преодоления: Краткий рекоменд. указатель / Е. А. Будилова. — М., 1955. — 68 с.
- Е. А. Будилова. Философские проблемы в советской психологии / Е. А. Будилова. — М.: Наука, 1972. — 336 с.
- Е. А. Будилова. Учение И. М. Сеченова об ощущении и мышлении / Е. А. Будилова. — М.: Изд-во АН СССР, 1954. — 205 с.
- Е. А. Будилова. Как наука объясняет психическую деятельность человека: Краткий рекоменд. указатель / С. С. Левина, Е. А. Будилова. — 2-е изд., доп. — М., 1954. — 44 с.
- Е. А. Будилова. Борьба материализма и идеализма в русской психологической науке (вторая половина XIX — начало XX в.) / Е. А. Будилова. — М.: Изд-во Акад. наук СССР, 1960. — 348 с.
- Е. А. Будилова. На рубеже веков: очерки истории русской психологии конца XIX — начала XX века / Е. А. Будилова. — М.: Ин-т психологии РАН, 2019. — 456 с.
- Е. А. Будилова. История и некоторые вопросы современного состояния экспериментальных исследований в отечественной психологии: Сборник научных трудов / Отв. ред. Е. А. Будилова, В. А. Кольцова. — М.: ИПАН, 1990. — 294 с.
- Е. А. Будилова. И. М. Сеченов и И. П. Павлов в борьбе за материализм: Рекомендованный указатель литературы / Е. А. Будилова. — М., 1954. — 123 с.